# Фервју (округ Кентон, Кентаки)
Фервју (енгл. Fairview, Kenton County) град је у америчкој савезној држави Кентаки.

## Демографија
По попису из 2010. године број становника је 143, што је 13 (-8,3%) становника мање него 2000. године.
| Група             | 2000.       | 2010.        |
| Белци             | 151 (96,8%) | 143 (100,0%) |
| Афроамериканци    | 0 (0,0%)    | 0 (0,0%)     |
| Азијати           | 1 (0,6%)    | 0 (0,0%)     |
| Хиспаноамериканци | 2 (1,3%)    | 0 (0,0%)     |
| Укупно            | 156         | 143          |